# Lisa Långbacka
Lisa Långbacka, född 6 maj 1979 i Uppsala, är en svensk dragspelare och kompositör. Hon är förankrad i folkmusiktraditionen men inspireras av tango, pop, jazz, irländskt och körmusik.
På gymnasiet spelade hon trummor och fagott och var med i ett jazzband.  Bland förebilderna finns dragspelaren Karen Tweed. Lisa Långbacka har komponerat för, och även framträtt som solist tillsammans med, kammarorkestrarna Musica Vitae och norska Trondheimsolistene. Andra samarbeten inkluderar Cullbergbaletten, Det Kongelige Teater i Köpenhamn och artister som Tomas Ledin, Sofia Karlsson, Lena Willemark, Lisa Grotherus, Jan Allan, Norrbotten Big Band, Maria Schneider och Lamine Cissokho.
Hon utsågs till årets dragspelare 2014 av svenska dragspelsförbundet. Sedan 2011 spelar hon tillsammans med Lisa Rydberg i duon LISAS. 2018 fick de pris för Årets folkmusikalbum vid Manifestgalan, med motiveringen: "Två instrument blir ett och en person blir två, i en dialog som förmedlar rofylld stämning, vacker harmoni, berörande djup och fjäderlätt sinnlighet." Tillsammans med Mats Mankell producerade Lisa Långbacka de musikaliska framträdandena vid Nobelbanketten 2017 där hon också själv medverkade som musiker och kompositör. 2018 erhöll hon även STIM:s pris Årets kompositör vid Folk- och Världsmusikgalan.
Lisa Långbacka är utbildad vid Högskolan för Scen och Musik samt Kungliga Musikhögskolan.